# Seugy
Seugy egy község Franciaországban. Lakosainak száma 1039 fő (2022. január 1.).

## Földrajza
Seugy Luzarches és Viarmes községekkel határos.